# Залесье (Печорский район)
Залесье — деревня в Печорском районе Псковской области России. Входит в состав сельского поселения «Паниковская волость».
Расположена на западе района на границе с Эстонией, в 8 км к югу от города Печоры и в 7 км к северу от волостного центра, деревни Паниковичи.

## Население
Численность населения деревни составляет 246 жителей (2000 год).
| 2001 | 2002 | 2010 |
| ---- | ---- | ---- |
| 246  | ↘221 | ↗229 |

## Достопримечательности
Церковь Троицы Живоначальной — кирпичная церковь, построенная в 1789-1798 годах. Во время боевых действий в 1919 году церковь пострадала, и в 1922-1923 годах велись восстановительные работы не только за счет средств прихожан, но и на деньги Эстонского правительства, так как в соответствии с Тартуским договором с 1920 по 1944 год селение входило в состав Эстонии. В советский период истории церковь не закрывалась.